# David Gemmell
David Andrew Gemmell (* 1. August 1948 in London, England; † 28. Juli 2006 in Udimore, East Sussex, England) war ein englischer Autor von Heroic-Fantasy-Romanen. Zu seinen Lebzeiten wurden 31 seiner Romane veröffentlicht, davon 25 in deutscher Übersetzung.

## Leben
David Gemmell wuchs als Sohn einer alleinerziehenden Mutter in West-London auf und besuchte dort die Faraday Comprehensive School. Im Alter von 16 Jahren wurde er der Schule verwiesen, angeblich wegen unerlaubten Glücksspiels. Anschließend verdiente er sich seinen Lebensunterhalt mit verschiedenen Aushilfstätigkeiten. Später war Gemmell als freiberuflicher Journalist für englische Tageszeitungen – darunter der Daily Express und die Daily Mail – tätig.
In den 1970er Jahren beschäftigte er sich intensiver mit Fantasy-Geschichten. Insbesondere die Romane von Michael Moorcock und Robert E. Howard, die der Low Fantasy zugerechnet werden, beeinflussten Gemmell dabei nachhaltig.
Sein erster Roman war The Man From Miami, eine Geschichte über einen Mörder. Der Roman wurde nicht veröffentlicht. Gemmell sagte später, The Man From Miami sei so schlecht gewesen, dass er „Milch auf fünfzig Schritte gerinnen lassen konnte“.
1976 schrieb er unter dem Eindruck einer befürchteten Krebserkrankung die Kurzgeschichte The Siege of Dros Delnoch. Die Geschichte handelte von der Belagerung einer Festung durch einen übermächtigen Feind. Jahre später gab Gemmell die Geschichte einem Freund zu lesen. Auf dessen Empfehlung überarbeitete er anschließend das Manuskript. 1984 erschien die Geschichte unter dem Namen Legend (dt. Legende).
Seit 1986 war Gemmell ausschließlich als Schriftsteller tätig. In Fantasy-Kreisen wurde er insbesondere durch die Drenai-Saga bekannt. Diese Saga kann als Gemmells zentrales Werk angesehen werden. Sie umfasst elf Bände. Vier Bände sind dem Drenai-Helden Druss und drei dem Helden Waylander gewidmet.
Gemmell, der sich einmal als „John Wayne der Fantasy“ bezeichnete und Ronald Reagan als eines seiner Vorbilder nannte, war mit Stella Gemmell verheiratet und hatte zwei Kinder, Kate und Jordan. Er lebte in Hastings, England. David Gemmell starb am 28. Juli 2006 zwei Wochen nach einer Bypass-Operation am Herzen.

## Werk
David Gemmells Romane werden der Heroic Fantasy zugerechnet. Seine Protagonisten bewältigen Schwierigkeiten in der Regel durch direktes, kompromissloses Handeln. Sie zeichnen sich weniger durch eine ausschließlich gute oder ausschließlich böse Gesinnung aus, sondern vielmehr durch edles, altruistisches oder aber durch niederträchtiges, selbstsüchtiges Verhalten. Am Ende triumphiert aber stets das Gute über das Böse – ein Prinzip, das Gemmell bewusst verfolgt, um aufzuzeigen, dass es sich lohnt, auf der Seite des Guten zu stehen:

“The hero is just about the only worthwhile member of society. I'm not talking here about axe wielding warriors, but about people who take the tough path in life. The man (or woman) who witnesses an injustice and fights against it. The person who doesn't say: ‘Well, there's nothing I can do about it.’ The carers who sacrifice their independence to look after infirm relatives. The volunteers who risk their lives by working in the world's trouble spots. Acts of courage are always spiritually uplifting and inspirational. Self preservation is natural to us, and constantly seeks to make cowards of us all. Heroes remind us of what we can be if we find the courage.”

„Der Held ist so ziemlich das einzige wertvolle Mitglied der Gesellschaft. Ich spreche jetzt nicht von Axt schwingenden Kriegern, sondern von Menschen, die im Leben den schwierigen Weg gehen. Der Mann (oder die Frau), der Zeuge einer Ungerechtigkeit wird und gegen sie kämpft. Die Person, die nicht sagt: ‚Tja, da kann ich wohl nichts dagegen unternehmen.‘ Die Menschen, die ihre Unabhängigkeit opfern, um ihre gebrechlichen Angehörigen zu pflegen. Die Freiwilligen, die ihr Leben riskieren, indem sie in Krisenregionen arbeiten. Mutige Taten sind stets geistig erhebend und inspirierend. Der Selbsterhaltungstrieb ist uns angeboren und ständig bemüht er sich, aus uns allen Feiglinge zu machen. Helden erinnern uns an das, was wir sein können, wenn wir den Mut dazu finden.“

Wie Gemmell betonte, wollte er seine Leser nicht nur unterhalten, sondern in ihnen auch das Verlangen wecken, Gutes zu tun und heldenhaft zu handeln. Dieser Anspruch sei leider nicht anerkannt worden:

“I write about love and honour and courage and the spiritual and I get dismissed as a hack and slay writer.”

„Ich schreibe über Liebe und Ehre und Mut und das Spirituelle und ich werde als Hack-and-Slay-Schriftsteller abgetan.“

Letztendlich, so Gemmell, hätten alle seine Bücher dieselbe Botschaft: Es genüge nicht, über die schrecklichen Dinge, die passieren, zu reden – man müsse etwas unternehmen. Es gebe immer etwas, was man tun könne, und davon handelten seine Bücher.
Gemmells Beschreibungen von Heldentum, Mut und Opferbereitschaft verschafften ihm ungewollt große Popularität unter englischen Skinheads und Rechtsradikalen. Um dem entgegenzuwirken, baute Gemmell vermehrt homosexuelle und schwarze Charaktere in seine Bücher ein. In Ritter dunklen Rufs nimmt Gemmell deutlich Bezug auf die Judenverfolgung im Dritten Reich.
Gemmells Schreibstil wurde u. a. von Schriftstellern wie Louis L’Amour, Fritz Leiber, Henry Kuttner und Robert E. Howard beeinflusst. Er ist – wie Gemmell selbst einräumte – eher spartanisch. Beschreibungen sind auf das Notwendigste beschränkt; im Vordergrund steht stets die Handlung.
Sämtliche Romane David Gemmells sind in sich abgeschlossen. Damit unterscheidet sich Gemmell von vielen anderen Fantasy-Autoren. Dennoch sind viele Romane durch Personen, Orte oder Dinge lose miteinander verknüpft. Ein besonders prägendes Element der Gemmell-Werke ist „Die Quelle“ (im Original: The Source), eine Urkraft und Lebensquelle, aus der das Gute seine Kräfte bezieht. Sie wird in fast allen Romanen zumindest am Rande erwähnt.
Unter dem Pseudonym Ross Harding veröffentlichte Gemmell den Roman White Knight, Black Swan. Der Roman spielt in der Londoner Unterwelt des 20. Jahrhunderts. Gemmell veröffentlichte dieses Werk pseudonym, um seine Leser, die ihn nur als Autor von Fantasy-Romanen kennen, nicht zu enttäuschen. Im Vergleich zu den Fantasy-Romanen verkaufte sich White Knight, Black Swan nicht sonderlich gut.

### Die Drenai-Saga (Drenai)
alle übersetzt von Irmhild Seeland
- Legend, Century 1984, ISBN 0-7126-0387-5.
  - Die Legende, Bastei Lübbe 1994, ISBN 3-404-28218-3.
  - (1988 als Against the Horde neu aufgelegt, aufgebaut auf The Siege of Dros Delnoch, 1984)
- The King Beyond the Gate, Century 1985, ISBN 0-7126-0871-0.
  - Der Schattenprinz, Bastei Lübbe 1994, ISBN 3-404-28221-3.
- Waylander, Arrow Books 1986, ISBN 0-09-947090-X.
  - Waylander, Bastei Lübbe 1995, ISBN 3-404-28224-8.
- Quest For Lost Heroes, Legend 1990, ISBN 0-7126-2527-5.
  - Der Bronzefürst, Bastei Lübbe 1995, ISBN 3-404-28226-4.
- In the Realm of the Wolf, Legend 1992, ISBN 0-7126-4830-5.
  - Im Reich des Wolfes, Bastei Lübbe 1996, ISBN 3-404-28229-9.
- The First Chronicles of Druss the Legend, Legend 1993, ISBN 0-09-926331-9 (Sammlung)
  - Druss – Die Legende, Bastei Lübbe 1996, ISBN 3-404-28232-9.
- The Legend of Deathwalker, Bantam Books 1996, ISBN 0-593-03705-7.
  - Die Augen von Alchazzar, Bastei Lübbe 1999, ISBN 3-404-28314-7.
- Winter Warriors, Corgi 1997, ISBN 0-552-14254-9.
  - Winterkrieger, Bastei Lübbe 1999, ISBN 3-404-28317-1.
- Hero in the Shadows, Bantam Books 2000, ISBN 0-593-04453-3.
  - Waylander der Graue, Bastei Lübbe 2002, ISBN 3-404-28332-5.
- White Wolf, Del Rey / Ballantine 2003, ISBN 0-345-45831-1.
  - Der Weiße Wolf, Bastei Lübbe 2006, ISBN 3-404-20534-0.
- The Swords of Night and Day, Bantam Press 2004, ISBN 0-593-04447-9.

### Sipstrassi – Jon Shannow
- Wolf in Shadow, Century 1987, ISBN 0-7126-1821-X (1988 neu aufgelegt als The Jerusalem Man)
- The Last Guardian, Legend 1989, ISBN 0-7126-2517-8.
- Bloodstone, Legend 1994, ISBN 0-09-935471-3.
- The Complete Chronicles of the Jerusalem Man, Legend 1995, ISBN 0-09-967661-3 (Der Sammelband beinhaltet alle drei Bände)

### Die Steine der Macht (Stones of Power)
beide übersetzt von Irmhild Seeland
- Ghost King, Century 1988, ISBN 0-7126-2299-3.
  - König der Geister, Bastei Lübbe 1997, ISBN 3-404-28303-1.
- Last Sword of Power, Legend 1988, ISBN 0-7126-2322-1.
  - Das letzte Schwert, Bastei Lübbe 1998, ISBN 3-404-28308-2.

### Die Parmenion-Saga (Macedon)
- Lion of Macedon, Legend 1991, ISBN 0-7126-3477-0.
  - Der Löwe von Macedonien, Bastei Lübbe 1993, Übersetzer Wolfgang Neuhaus, ISBN 3-404-28212-4.
- Dark Prince, Legend 1991, ISBN 0-7126-3492-4.
  - Der Dunkle Prinz, Bastei Lübbe 1993, Übersetzer Ralph Tegtmeier, ISBN 3-404-28213-2.

### Die Falkenkönigin (Hawk Queen)
beide übersetzt von Irmhild Seeland
- Ironhand's Daughter, Legend 1995, ISBN 0-09-935491-8.
  - Eisenhands Tochter, Bastei Lübbe 2000, ISBN 3-404-28321-X.
- The Hawk Eternal, Legend 1995, ISBN 0-09-935511-6.
  - Die Keltenkriege, Bastei Lübbe 2000, ISBN 3-404-28324-4.

### Der Rigante-Zyklus (Rigante)
alle übersetzt von Irmhild Seeland
- Sword in the Storm, Bantam Books 1998, ISBN 0-593-03718-9.
  - Die steinerne Armee, Bastei Lübbe 2002, ISBN 3-404-28331-7.
- Midnight Falcon, Bantam Books 1999, ISBN 0-593-03722-7.
  - Die Nacht des Falken, Bastei Lübbe 2003, ISBN 3-404-28337-6.
- Ravenheart, Bantam Books 2001, ISBN 0-593-04438-X.
  - Rabenherz, Bastei Lübbe 2004, ISBN 3-404-28344-9.
- Stormrider, Del Rey / Ballantine 2002, ISBN 0-345-44577-5.
  - Sturmreiter, Bastei Lübbe 2006, ISBN 3-404-20545-6.

### Troja-Romane (Troy)
alle übersetzt von Michael Koseler
- Lord of the Silver Bow, Bantam Australia 2005, ISBN 0-593-05220-X.
  - Der silberne Bogen, Heyne 2006, ISBN 3-453-53195-7.
- Shield of Thunder, Bantam Press 2006, ISBN 978-0-593-05222-8.
  - Der Donnerschild, Heyne 2007, ISBN 3-453-53196-5.
- Fall of Kings, Bantam Press 2007, ISBN 978-0-593-05225-9 (mit Stella Gemmell)
  - Königssturz, Heyne 2008, ISBN 978-3-453-53197-0.

### Weitere Werke
- Knights of Dark Renown, Legend 1989, ISBN 0-7126-2542-9.
  - Ritter dunklen Rufs, Goldmann 1991, Übersetzerin Irmhild Hübner, ISBN 3-442-42365-1
- Morningstar, Legend 1992, ISBN 0-7126-4824-0.
  - Des dunklen Ritters Heldenlied, Bastei Lübbe 1996, Übersetzer Dietmar Schmidt, ISBN 3-404-20296-1.
- White Knight, Black Swan, 1993 (als Ross Harding)
- Dark Moon, Bantam Books 1996, ISBN 0-593-03709-X.
  - Im Zeichen des dunklen Mondes, Bastei Lübbe 2001, Übersetzerin Irmgard Seeland, ISBN 3-404-28329-5.
- Echos of the Great Song, Bantam Books 1997, ISBN 0-593-03715-4.
  - Der Weg der Helden, Blanvalet 2013, Übersetzer Wolfgang Thon, ISBN 978-3-442-26899-3.
- Rhyming Rings, Gollancz 2017, ISBN 978-1-4732-1992-2.

## Bedeutende Charaktere

### Druss die Legende
Druss die Legende ist ein fiktiver Charakter aus der Drenai-Saga. Es handelt sich um die wohl bekannteste und zugleich beliebteste Figur von Gemmells Werken. Druss wird als hünenhafter, wortkarger Krieger mit kurzem Haar, schwarzem (später grauem) Bart und „Augen von der Farbe eines Winterhimmels“ beschrieben. Sein charakteristisches Attribut ist eine gewaltige doppelköpfige Streitaxt, die in seinen Händen zur tödlichen Waffe wird. Druss gilt in der Drenai-Saga als praktisch unbezwingbarer Krieger, mit dem jede kämpferische Auseinandersetzung tödlich endet. Dies brachte ihm auch den Titel „Todeswanderer“ (im englischen Original „Deathwalker“) ein.
Druss lebt nach einem Ehrencodex: „Vergewaltige nie eine Frau. Tue nie einem Kind etwas zuleide. Du sollst nicht lügen, betrügen oder stehlen. Das kannst du geringeren Männern überlassen. Beschütze die Schwachen vor den starken Bösen. Und laß dich nie von Gewinnstreben auf den Pfad des Bösen locken.“ (aus: Druss - Die Legende)
Druss tritt in insgesamt fünf Bänden von David Gemmells Drenai-Saga auf. Sie seien hier in chronologischer Reihe aufgelistet: Druss - Die Legende, Die Augen von Alchazzar, Der weiße Wolf und Die Legende sowie Swords of Night and Day. In letztgenannten Werk, das einige hundert Jahre nach dem Tod von Druss spielt, hat er jedoch nur einen kurzen Auftritt, während er in den anderen genannten Bänden stets eine der Hauptfiguren ist. Die eben genannten Werke erzählen das Leben von Druss. Von seiner Zeit als 17-jähriger „junger Mann, der Bäume und keine Menschen fällte“ bis zu seiner Zeit als 60 Jahre alter Mann, der sich noch einmal aufmacht, seinem Volk gegen eine schier unüberwindliche Bedrohung zu helfen. Schon zu Lebzeiten brachten Druss seine Taten den Beinamen „Die Legende“ ein.
Als junger Mann lebt Druss zusammen mit seiner Frau Rowena und seinem Vater Bress als einfacher Holzfäller in den Bergen. Als jedoch sein Dorf überfallen und seine Frau von Sklavenhändlern geraubt wird, hat Druss nur noch ein Ziel vor Augen: Seine Liebe wiederzufinden. Mit Snaga, der gewaltigen Streitaxt seines Großvaters, und dem Kopfgeldjäger Shadak macht er sich auf die Suche nach Rowena. Shadak beeinflusst Druss maßgeblich, so dass er von ihm sogar dessen Ehrencodex übernimmt. Im Laufe der Zeit entwickelt sich Druss zu einer rasenden Kampfmaschine und muss viele Abenteuer bestehen. Dabei lernt er unter anderem den Dichter Sieben kennen, der sich als regelrechter Frauenheld entpuppt. Sieben wird schließlich zu Druss' Begleiter und seinem besten Freund. Auch ist es Sieben, der Druss das erste Mal als „Die Legende“ bezeichnet und Heldenlieder über ihn verfasst.
Als Druss Rowena nach sieben langen Jahren endlich gefunden hat, beschließt er, mit ihr ein Leben in den Bergen zu führen. Doch trotz seiner Liebe zu seiner Frau packt Druss immer wieder die Abenteuerlust.
So verschlägt es ihn im Alter von 30 Jahren in das Nachbarland Gothir, wo er an Wettkämpfen teilnimmt. Druss schafft es dort bis ins Finale. Als jedoch sein Finalgegner Klay vor dem Entscheidungskampf in einem Hinterhalt schwer verwundet wird, begibt sich Druss auf die Suche nach den „Augen von Alchazzar“. Dabei handelt es sich um Edelsteine, die der Sage nach jedem Verwundeten die Heilung bringen. Druss bricht zusammen mit Sieben ins Land der Nadir auf, einer Art Mongolen-Volk, das in der Steppe zuhause ist, um dort die Steine zu suchen. Dort handelt sich der Krieger den Namen „Todeswanderer“ ein.
Mit 45 Jahren verteidigt Druss sein Volk am Skeln-Pass gegen die einfallende Invasionsarmee eines expandierenden Kaiserreichs. Diese Schlacht macht ihn schließlich endgültig zur Legende. Druss selbst muss zu dieser Zeit jedoch schwere Schicksalsschläge hinnehmen. Während der Schlacht verliert er alle Menschen, die ihm nahestanden.
Beinahe fünf Jahre später begibt sich Druss mit einigen Gefährten auf die Suche nach einem Kriegskameraden. Auf der Reise sieht sich Druss erstmals mit hünenhaften Werbestien konfrontiert. Doch Druss lernt dabei auch den Helden Skilgannon kennen sowie den Jungen Rabalyn, der schließlich sogar schwört, nach Druss' Ehrencodex zu leben.
Im hohen Alter lebt Druss nach dem Tode seiner Frau Rowena einsam und zurückgezogen in den Bergen. Seine Streitaxt hat der Held längst an den Nagel gehängt. Als er jedoch eine Nachricht erhält, dass die wichtigste Befestigung seines Volkes von den Nadir angegriffen wird, bricht er noch einmal auf, um ein letztes Mal in der Schlacht seinen Mann zu stehen.

### Skilgannon der Verdammte
Die Figur Olek Skilgannon ist – ebenso wie Druss – ein Charakter aus der Drenai-Saga. Skilgannon tritt in den beiden Bänden Der weiße Wolf und Swords of Night and Day auf.
In Der weiße Wolf wird er als 24-jähriger Krieger mit schwarzem Haar und blauen Augen beschrieben, der ständig ein mächtiges Paar Schwerter mit sich trägt, die Schwerter des Tages und der Nacht. Er wird als einer der besten und gefürchtetsten Schwertkämpfer seiner Zeit dargestellt.
Der junge Olek Skilgannon wird nach dem Tode seiner Eltern von Pflegeeltern großgezogen. Schon früh tritt er in die Fußstapfen seines Vaters, der ein gefürchteter Kriegsherr war.
Nachdem er Jianna, der rechtmäßigen Königin von Naashan und seine unerreichbare Liebe, bei der Flucht geholfen hat, unterstützt er sie auch in ihrer Rebellion. Schließlich wird er zum General ihrer Armee und hilft ihr sogar ihren Thron zurückzugewinnen.
In der Schlacht von Perapolis wird Skilgannon zum Kriegsverbrecher. Auf Befehl der Königin begeht Skilgannon nach der Eroberung der Stadt mit seinen Truppen ein Massaker an den Einwohnern der Stadt. Seine Morde an Unschuldigen, Frauen und Kindern, Alten und Wehrlosen bringen ihm schließlich den Beinamen „Der Verdammte“ ein. Doch seine Taten liegen schwer auf seinem Gewissen und sollen ihn schließlich für den Rest seines Lebens verfolgen. Letztlich tritt er aus den Diensten seiner Königin aus und geht ins Exil.
Nach einigen Jahren in der Zurückgezogenheit eines Klosters trifft Skilgannon auf Druss, dem gealterten Axtkämpfer, der auf der Suche nach einem ehemaligen Kriegskameraden ist. Skilgannon begleitet Druss und gerät dabei in einen Strudel von Ereignissen, die schließlich zu seinem schlimmsten Gegner führen, dem Mörder seiner Pflegeeltern.

### Waylander der Schlächter
Die Figur Waylander kommt in der Drenai-Saga vor. Er tritt in den Büchern Waylander, Im Reich des Wolfes und Waylander, der Graue auf.
Waylander wird als ein Mann mit schwarzen Haaren und schwarzen Augen beschrieben. Er trägt eine schwarze Lederweste mit brünierten Kettenverstärkungen. Im Kampf benutzt er mehrere Messer (im Band Waylander noch drei, in den anderen unbestimmt), die er für den Nahkampf, wie auch den zum Werfen benutzt. Neben einem Schwert (später zwei) trägt er eine Pistolenarmbrust mit zwei Läufen und schwarzen Bolzen mit sich. Die Armbrust ist eine teure Sonderanfertigung aus Ventria und Waylanders Markenzeichen.
Während er in Waylander ein Mann Ende der Dreißiger / Anfang der Vierziger ist, ist er in Im Reich des Wolfes zehn Jahre älter und in Waylander, der Graue schon ein Mann höheren Alters. Er hat dort bereits schwarz-silbernes Haar und wird wiederholt als Grauer Mann bezeichnet.
Ursprünglich trug Waylander den Namen Dakeyras und war vor seiner Heirat Offizier in der Armee von Drenai. 20 Jahre vor den Ereignissen in Waylander wurde seine Frau Tanya, sein Sohn Gellan und seine Zwillingstöchter im Säuglingsalter von 19 Räubern getötet. Dies war die Geburtsstunde des Attentäters Waylander (engl.~ Fremder).
Während der nächsten zwanzig Jahre jagte er die Mörder seiner Familie. Obwohl einige von ihnen dem Räuberhandwerk abgeschworen hatten und sich zum Besseren gewandelt hatten, nahm Waylander grausame Rache an jedem Einzelnen. Seinen Rachefeldzug finanzierte er mit Geldern, die er für Auftragsmorde erhielt. Auf diese Weise wurde Waylander selbst zum Schlächter Schuldiger und Unschuldiger. Selbst nach Vollstreckung seiner Rache verdingte sich Waylander weiter als Attentäter.
Kurz vor Beginn der Handlung des Buches Waylander hatte Dakeyras Niallad, den König der Drenai, ermordet. Dieses Ereignis ermöglichte der vagrischen Armee unter dem Kommando von General Kaem in das Land der Drenai einzufallen und innerhalb von drei Monaten den Großteil des Landes zu unterwerfen. Kaem selbst hatte Waylander den Auftrag erteilt König Niallad zu beseitigen. Allerdings gedachte er nicht Waylander zu bezahlen. Als Waylander jedoch seine Entlohnung einforderte, versuche Kaem den ihm lästig gewordenen Attentäter zu ermorden. Die daraus resultierende Auseinandersetzung führte zum Tode von Kaems einzigen Sohn, der durch Waylanders Hand starb. Seitdem sinnt der General auf Rache.
Während dieses Krieges entstanden zudem die ersten Dreißig, Kriegerpriester, deren Orden in den meisten anderen Bänden der Drenai-Saga erneut auftaucht. Sie wurden von dem jungen Priester Dardalion gegründet, dem Waylander, laut eigener Aussage „nur aus einer Laune heraus“, das Leben gerettet hatte.

### Jon Shannow
Jon Shannow ist die Hauptfigur der Romane Wolf in Shadows (veröffentlicht 1987), The Last Guardian (1989) und Bloodstone (1992). Als einsamer Revolverheld durchstreift er die postapokalyptische Welt des 24. Jahrhunderts. Shannows Lebensinhalt ist die Suche nach der Stadt Jerusalem, weshalb er als The Jerusalem Man bekannt ist. Der bibelgläubige Shannow erhofft sich von Jerusalem Antworten auf seine Fragen und Frieden für seine Seele: “In Jerusalem there will be answers, and my soul will rest.”
Gemmell beschreibt Shannow als groß und hager (“tall and gaunt”), bärtig und mit dunklem Haar. Charakteristisch sind sein breitkrempiger Lederhut und sein Ledermantel. Bewaffnet ist Shannow mit mehreren Handfeuerwaffen, die er mit unglaublicher Geschwindigkeit und Genauigkeit zu benutzen weiß.
Bei der Erschaffung von Jon Shannow hatte Gemmell einen Freund vor Augen, welcher den gewalttätigen Besitzer eines Wirtshauses vor den Augen seiner Kumpane zusammengeschlagen hatte, um einen vorangegangenen Angriff auf Gemmell zu vergelten.
Jon Shannow ist „a flawed man in a flawed world“, ein fehlerhafter Mensch in einer fehlerhaften Welt. Geboren als Jonathan Cade nahm er nach der Ermordung seiner Eltern den Nachnamen seines Mentors Varey Shannow an. Auf Grund seiner Fähigkeiten wurde er wiederholt angeheuert, um friedliche Siedlungen von marodierenden Banditen zu befreien. So machte er sich einen Namen als „brigand-slayer“. Shannow selbst sieht jedoch wenig Sinn in seinen Handlungen. Er vergleicht sich mit einem Stein, der in einen Teich geworfen wird – der Stein erzeugt hohe Wellen, aber nach einer Weile beruhigt sich das Wasser und alles ist wie vorher; die Banditen kehren zurück.
Im Jahr 2011 veröffentlichte die britische Band Paul Lisak & After the Ice den Song Ballad of Jon Shannow (Or Wolf in Shadows).